# Ascenso y Caída de la Dinastía Qing
Ascenso y Caída de la Dinastía Qing es una serie dramática de cuatro temporadas que trata sobre la historia de la Dinastía Qing. La serie fue producida por Asia Television de Hong Kong y emitida en ATV Home desde septiembre de 1987 a mayo de 1992.

## Cuatro temporadas

### Temporada 1
- Título: 滿清十三皇朝; literalmente: Las Trece Dinastías Manchues de Qing
- Muestra los reinados de Nurhaci, Hong Taiji, Shunzhi  y Kangxi
- 68 episodios
- Periodo de emisión: 7 de septiembre - 11 de diciembre de 1987

### Temporada 2
- Título: 滿清十三皇朝2; literalmente: Las Trece Dinastías Manchues de Qing 2
- Muestra los reinados de Yongzheng, Qianlong, Jiaqing y Daoguang
- 50 episodios
- Periodo de emisión: 20 de junio - 7 de septiembre de 1988

### Temporada 3
- Título: 血染紫禁城; Carnicería Sobre el Palacio Prohibido
- Muestra los reinados de Xianfeng y Tongzhi
- 20 episodios
- Periodo de emisión: 5 de abril - 20 de septiembre de 1990

### Temporada 4
- Título: 危城爭霸 / 皇城爭霸; Batalla en la Ciudad del Peligro / Batalla por la Ciudad Imperial
- Muestra los reinados del Guangxu y Xuantong
- 24 episodios (esta temporada fue reducida a 20 episodios para su emisión en Hong Kong)
- Periodo de emisión: 27 de abril - 22 de mayo de 1992 (esta temporada estuvo producida en 1990, pero no fue emitida en Hong Kong hasta 1992)

## Argumento
La serie muestra la historia de la Dinastía Qing durante los reinados de sus doce emperadores. Comienza desde sus orígenes más tempranos hasta el Jin Posterior, fundado por Nurhaci en 1616, hasta la eventual colapso durante el reinado de Puyi, quien abdicó en 1912.

## Reparto

### Parte 1
| - Wong Wai as Nurhaci - Law Shek-ching as Šurhaci - Jaclyn Chu as Lady Tunggiya - Liu Yuet-yin as Litai - Pau Hon-lam as Giocangga - Leung Kam-san as Taksi - Fung Tsan as Lady Nara - Cheng Lui as Nikan Wailan - Cheung Tsang as Li Chengliang - Lo Kwok-fai as Li Rubai - Mak Tsui-han as Monggo - Yip Ka-man as Monggo (young) - Kok Chun-kei as Samugu - Szema Wah Lung as Bamuni - Siu San-yan as Longdun - Tam Wing-kit as Sangguli - Kam San as Anfei Yanggu - Choi Kwok-hing as Eyidu - Chan Leung as E'er Guoni - Ngo Lung as Yangjienu - Sit Chun-kei as Qingjienu - Lau Siu-hung as Gehashan - Lee Hung as Nuomina - Tsang Tsan-on as Atu - Ho Shu-pui as Changshu - Lee Sam as Yangshu - Lo Fan as Yuelun - Lee Shau-kei as Suo'erguo - Ng Wing-sam as Gongzhenglu - Cheung Chun-wah as Manggūltai - Ben Ng as Amin - Poon Yau-shing as Heheli - Ling Man-hoi as Buzhantai - Cheng Shu-fung as Jintaiji - Lee Hon-sing as Buqi - Tong Kam-tong as Nalan Bulu - Ho Tim as Sun Gui - Tsau Wai-kwong as Tu'erge - Yau Tin-lung as Cuyen - Kwan Wai-lun as Daišan - Kwan Tze-biu as Fiongdon - Yip Yuk-ping as Mukushi - Eva Lai as Lady Abahai - Ng Si-tak as Hu'erhan - Pat Poon as Hong Taiji - Ting Leung as Xiong Tingbi - Chan Siu-lung as Yuan Chonghuan - Lau Suk-fong as Ajigen - Tsang Mei-ling as Deyinze | - Pat Poon as Hong Taiji - Nora Miao as Consort Zhuang - Kwan Wai-lun as Daišan - Eva Lai as Lady Abahai - Ben Ng as Amin - Cheung Chun-wah as Manggūltai - Ling Fei-lik as Jirgalang - Lee Tze-kei as Abatai - Ken Lok as Ajige - Law Lok-lam as Dorgon - Wong Chi-ning as Dodo - Yeung Tak-si as Hooge - Chan Lai-yau as Yoto - Chan Siu-lung as Yuan Chonghuan - Leung Hon-wai as Fan Wencheng - Lee Siu-ling as Fan Wencheng's wife - Tam Tak-sing as Shuotuo - Tsau Wai-kwong as Tu'erge - Sin Po-ming as Dudu - Cheung Kam as Lengsengji - Yau Tai-pang as Degelei - Fan Wing-wah as Mao Wenlong - Cheung Ping-tsan as Zu Dashou - Zero Chou as Sumalagu - Kwan Suet-lai as concubine - Mang Lai-ping as Empress - Kwan Wan-ting as concubine - Yuen Yi-ling as Harjol - Liu Yuet-yin as Li Lama - Lau Tsung-kei as the Chongzhen Emperor - Ho Tim as Yang Chun - Chan Choi-yin as Mangguji - Tang Tak-kwong as Shang Kexi - Leung Ming as Sonin - Fong Kit as Hong Chengchou - Lee Ching-san as the Shunzhi Emperor - Nora Miao as Empress Dowager Xiaozhuang - Kwan Wai-lun as Daišan - Law Lok-lam as Dorgon - Ling Fei-lik as Jirgalang - Leung Ming as Sonin - Zero Chou as Sumalagu - Chan Leung as Oboi - Hung Tak-sing as Wu Sangui - Wong Lai-ying as Chen Yuanyuan - Lee Hang as Tian Chou - Sin Kwai-chi as Consort Tunggiya - Lee Ying-tong as Empress - Yeung Chung-yan as Mao Xiang - Ng Ning as Consort Donggo - Hon Kong as Wang Linxiu - Tong Pan-cheung as Mao Xisen - Tsui Yau-pang as Wu Meicun - Diego Swing as Johann Adam Schall von Bell - Tong Chi-wing as Wu Liangfu - Leung Kam-san as Ebilun | - Jason Pai como Emperador Kangxi - Chan Chun-nin como Emperador Kangxi (joven) - Nora Miao como Emperatriz Dowager Xiaozhuang - Leung Ming como Sonin - Leung Kam-san como Ebilun - Chan Leung como Oboi - Cheung Hung-cheung como Songgotu - Ma Po-chun como Consorte Liang - Szema Wah Lung como Wei Hui - Tsau Wai-kwong como Wu You - Ngo Lung como Mingju - Lau Chn como Jishi - Fan Wing-wah como Jieshu - Lee Ling-kong como Nalan Xingde - Leung Yin-ling como Lu Ziying - Wong Lik como Mulima - Chan Tik-wah como Empress - Choi Yan-wah como Consorte Yu - Au Yin-lin como Consort De - Wan Lai-yuk como Consorte Rong - Ha Chi-chan como Consort Tunggiya - Yu Man-ping como Jin Fu - Lo Yiu-hung como Wu Guofan - Tam Wing-kit como Yinzhi - Wong Wai-leung como Yinreng - Ng Si-tak como Yinzhi - Wai Lit como Yinzhen - Eric Wan como Yinsi - Tam Tak-sing como Yintang - Cho Yuen-tat como Yin'e - Cheung Wai como Yinti - Hon Kong como Maqi - Ling Man-hoi como Nian Gengyao - Lok Wai-ching como Nian Cuiwei - Kwan Tze-biu como Longkodo - Poon Yau-shing como E'ling'e - Chan Tung como Suksaha - Hung Tak-sing como Wu Sangui - Wong Lai-ying como Chen Yuanyuan - Fong Kit como Hong Chengchou - Leung Hon-wai como Fan Wencheng - Diego Swing como Johann Adam Schall von Bell |

### Parte 2
| - Wai Lit as the Yongzheng Emperor - Tang Tak-kwong as Yunxiang - Eric Wan as Yunsi - Cheung Wai as Yinti - Chan Tsik-wai as Yunlu - Tam Tak-sing as Yintang - Ling Man-hoi as Nian Gengyao - Kwan Tze-biu as Longkodo - Yu Man-ping as Monk Wenjue - Fan Wing-wah as Yue Zhongqi - Cheng Shu-fung as Bai Taiguan - Kwan Wai-lun as Zhang Tingyu - Chan Choi-yin as Consort Xi - Au Yin-lin as Consort De - Lok Wai-ching as Consort Nian - Ng Wui as Wang Bin - Hon Kong as Maqi - Tang Chi-sing as Cai Huaixi - Fung Chi-wing as Wang Zhaoping - Ho Tim as Li Siting - Tsau Wai-kwong as Zeng Jing - Wing Biu as Zhang Xi - Ng Wing-sam as Lü Baozhong - Yip Yuk-ping as Lü Siniang - Cheung Ping-tsan as Qiurangong - Chan Siu-lung as Ertai - Keung Hon-man as Gan Fengchi - Pau Hon-lam as Chen Shiguan - Wong Tso-wing as Zhang Guangsi - Berg Ng as Zhu Rongjing - Fok Wing-fuk as Hongshi - Wong Yuen-sun as Hongli - Ling Fei-lik as Hongzhou - Chow Sau-lan as Sun Furu - Hung Tak-sing as Fuheng | - Wong Yuen-sun as the Qianlong Emperor - Chan Fuk-sang as Lady Fuca - Tsui Si-fei as Consort Lan - Tsui Yau-pang as Yunzhe - Lin Lang as Liang'erji - Lau Chun as Shaluoben - Cheung Chun-wah as Heshen - Yau Tai-pang as Yu Minzhong - Poon Yau-shing as Liu Tongxun - Au Oi-ling as Consort Qing - Ken Lok as Zhou Riqing - Chan Hiu-ying as Fragrant Concubine - Chan Tik-wah as Consort Ling - Lau Tsung-kei as Hongxiao - Szema Wah Lung as Dazhuomu - Tsau Wai-kwong as Xiaozhuomu - Chan Leung as Sule Tansha - Wong Siu-pang as Ji Yun - Wong Yue as Yongyan - Lau Wan-fung as Yongxin - Cheung Tsang as Liu Yong - Siu San-yan as Gong'ela - Ng Tsi-yin as Hexiao - Lau Siu-kwan as Fuk'anggan - Wong Hoi-tung as Fengshen Yinde - Poon Sin-yi as Lady Niuhuru - Yuen Yi-ling as Lady Hitara - Wong Ching-ho as Qinggui | - Wong Yue as the Jiaqing Emperor - Wong Yuen-sun as the Qianlong Emperor - Poon Sin-yi as Consort Shun - Lau Siu-kwan as Fuk'anggan - Lau Tsung-kei as Fuchang'an - Cheung Chun-wah as Heshen - Yuen Yi-ling as Lady Hitara - Siu San-yan as Gong'ela - Szema Wah Lung as Zhu Gui - Tong Kam-tong as Yang Fang - Chan Leung as Yang Yuchun - Lau Wan-fung as Yongxin - Poon Bing-seung as Jiulan - Kong To as Cao Zhenyong - Lo Chun-shun as Mianning - Yeung Chung-yan as Miankai - Li Ling-kong as Mianxin - Wong Man-ching as Lady Tunggiya - Lee Shau-kei as Saichong'e - Sin Kwai-chi as Lady Dong - Lo Chun-shun as the Daoguang Emperor - Wong Man-ching as Consort Shen - Kong To as Cao Zhenyong - Yeung Chung-yan as Miankai - Choi Sin-yu as Consort Quan - Kingdom Yuen as Consort Xiang - Wan Suet-kei as Consort Jing - Choi Kwok-hing as Mujangga - Lee Hin-ming as Mianke - Kong Man-shing as Lin Zexu - Yuen Ling-to as Chen Fu'en - Kam San as Qishan - Luk Man-chun as Guan Tianpei - Wong Yiu-kwong as Deng Tingzhen - Chan Siu-lung as Du Shoutian - Chan Kwok-kwong as Yizhu - Wong Chi-ning as Yicong - Lo Yiu-hung as Yixin | - Lee Ching-san as the Xianfeng Emperor - Michelle Yim as Lady Lan - Tony Liu as Prince Gong - Sam-sam as Consort Zhen - Mak Lai-hung as Consort Li - Fung So-bor as Empress Xiaojing - Cheng Shu-fung as Yicong - Yeung Chak-lam as Sushun - Szema Wah Lung as Baijun - Lee Ling-kong as An Dehai - Cheung Tsang as Gui Liang - Ng Wing-sam as Prince Zheng - Chan Tsik-wai as Prince Yi - Tam Wing-kit as Prince Chun - Wong Lai-ying as Cao Xiulian - Ban Ban as Ding Xiufeng - Savio Tsang as Ding Zhaolun - Chow Sau-lan as Wen Caixia - Choi Kwok-hing as Wen Gui - Hung Tak-sing as Yao Yongzhi - Lau Wan-fung as Shengbao - Leung Si-ho as the Tongzhi Emperor - Lee Ching as Lady Arute - Chan Pui-san as Consort Hui - Au Yin-lin as Kurun Princess - Au-yeung Yiu-lun as Zaicheng - Wong Hoi-ning as Fuqing - Chan Tung as Zeng Guofan | - Kent Tong as the Guangxu Emperor - Sum Sum as Empress Dowager Ci'an - Susanna Au-yeung as Empress Dowager Cixi - Suet Lei as Empress Longyu - Jaime Chik as Consort Zhen - Ching Lan as Consort Jin - Hung Tak-sing as Ronglu - Lo Ching-ho as Li Lianying - Lam Si-chung as Kurun Princess - Cheung Tsang as Prince Gong - Kong Hon as Weng Tonghe - Ho Shu-san as Kou Liancai - Kwan Wai-lun as Yixuan (Prince Chun) - Leung Suk-chong as Princess Consort Chun - Ling Man-hoi as Li Hongzhang - Yeung Ka-nok as Kang Youwei - Tang Tak-kwong as Tan Sitong - Lee Kong as Liang Qichao - Yuen Ling-to as Prince Qing - Wai Lit as Yuan Shikai - Kong To as Prince Duan - Lung Ping-kei as Pujun - Ling Fei-lik as Cui Yugui - Lo Chun-shun as Zaifeng (Prince Chun) - Choi Sin-yu as Sixth Princess - Yim Chau-wah as Puyi - Lo Tsung-wah as Pujie - Lau Wan-fung as Zhang Xun - Tam Tak-sing as Zhang Qinghe - Leung Kam-san as Eunuch Yuan - Yip Yuk-ping as Empress Wanrong - Lau Kam-ling as Wenxiu - Simon Chui as Zheng Xiaoxu - Cheng Shu-fung as Lu Zhonglin - Paul Fonoroff as Reginald Johnston |

## Banda sonora
- Parte 1: interpretado por Chiu San
- Parte 2 (Yongzheng y Qianlong): interpretado por Lo Chun-rehuir, Chan Fuk-sang, Lee Chun-hung y Keung Pui-lei
- Parte 2 (Jiaqing y Daoguang): interpretado por Lo Chun-shun y Keung Pui-lei
- Parte 3: interpretado por Chiu San
- Parte 4: interpretado por Jaime Chik

## Reposición
La serie fue reemitida en ATV Home en Hong Kong entre el 3 de octubre y 28 de diciembre de 2006.